# Batman: Whatever Happened to the Caped Crusader?
Whatever Happened to the Caped Crusader? es un cómic ambientado en el universo de Batman. Fue escrito por Neil Gaiman y dibujado por Andy Kubert, siendo publicado por DC Comics en 2009. El título de la historia hace referencia a "Superman: ¿Qué le pasó al hombre del mañana?", escrita por Alan Moore en 1986, y de igual forma busca ser un homenaje al superhéroe fantaseando con como sería su muerte y consecuencias de esto.
La historia originalmente se publicó en dos partes, en el Batman (# 686) y en el Detective Comics (# 853), en febrero y abril de 2009 respectivamente. Inmediatamente fue reimpresa en formato de Novela gráfica, y a su vez, en español fue publicada en un tomo unitario bajo el nombre de "Batman: ¿Qué le sucedió al cruzado enmascarado?" por la Editorial Planeta DeAgostini de España también en el año 2009.

## Argumento
La historia inicia en Gotham City, la cual el narrador describe como "diferente". No es la Gotham City a la que está acostumbrado, pero le resulta íntimamente familiar. En una posada en el "Callejón del Crimen" (lugar en donde los padres de Bruce Wayne fueron asesinados), Selina Kyle se estaciona y entra al lugar. El camarero es Joe Chill, y es quien invita a entrar a una habitación al interior. En el interior hay un velorio con un ataúd abierto. El narrador de la historia mira adentro y afirma sorprendido: "Ese soy yo..." es Batman. Este es su funeral.
Al lugar ingresan diversos personajes ligados a la historia del hombre murciélago. Mientras el funeral comienza, el narrador (Batman) conversa con una misteriosa voz femenina. A su vez, ambos escuchan las diversas historias, elogios y lamentos sobre Batman. Catwoman, Alfred, el Joker, Robin, Superman, etc. van relatando historias de la muerte del superhéroe muy distintas entre sí, incluyendo algunas leyendas imposibles e incongruentes.
Batman se va dando cuenta de que está teniendo una experiencia cercana a la muerte y que la voz femenina con la que conversaba era una representación mental de su propia madre Martha Wayne. Ella le consulta sobre que es lo que ha aprendido esa noche. Pero Bruce/Batman responde que las historias no parecen ser de la misma persona. Ambos concluyen que la única constante en todas esas narraciones es que él nunca se rinde en su lucha contra el crimen, en rescatar gente, en proteger a su ciudad. Martha le comenta: "¿Sabes cual es la única recompensa que recibes por ser Batman? El poder ser Batman".
Luego ella le pregunta si recuerda el libro de las buenas noches (el clásico libro infantil "Goodnight Moon" de la escritora estadounidense Margaret Wise Brown), pues es justo lo que él debe hacer en ese momento. Entonces Batman comienza a despedirse de los recuerdos de su vida diciendo buenas noches a su cueva, a sus amigos y aliados, a sus enemigos, a su ciudad. La última imagen en su despedida es la batseñal en el cielo nocturno. La señal se transforma gradualmente en las manos de un doctor, que alzan a un recién nacido que es entregado a Martha Wayne. Ella sonríe al bebé, llamándolo Bruce.

## Enlaces
- Portada de "Batman: ¿Qué le sucedió al cruzado enmascarado?"
- "Whatever Happened to the Caped Crusader?" Deluxe Edition Archivado el 1 de septiembre de 2009 en Wayback Machine.

- Datos: Q3297733